# ويلسون جيمسون
ويلسون جيمسون (بالإنجليزية: Wilson Jameson)‏‏ (12 مايو 1885 - 18 أكتوبر 1962) هو طبيب إسكتلندي ورئيس إدارة الخدمات الطبية التاسع لإنجلترا في الفترة ما بين 1940 حتى 1950. حصل على ميدالية بوكانان عام 1942 لخدمته الإدارية المميزة في العلوم والممارسات التصحيحية.